# 莫諾島

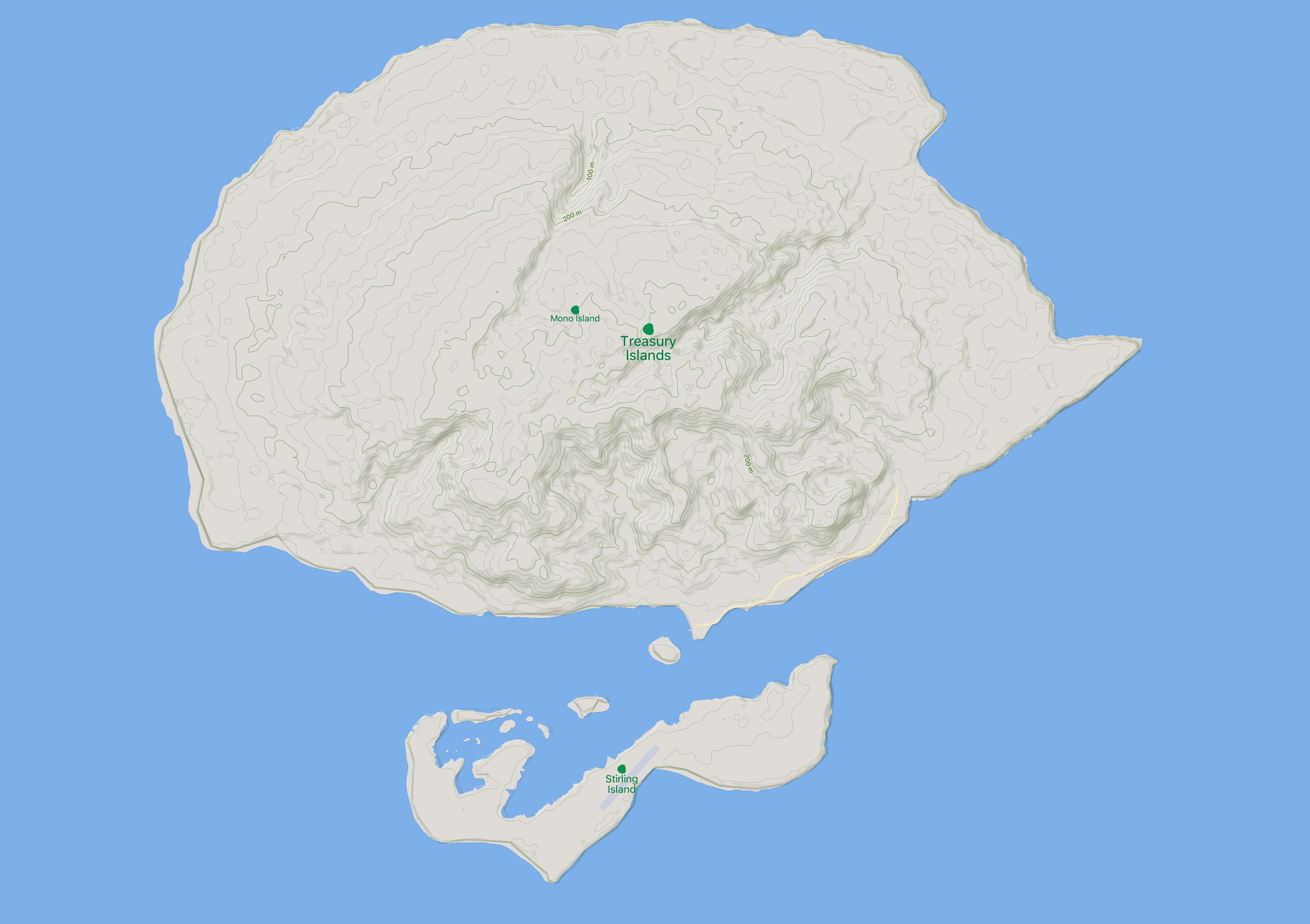
特雷熱里群島：莫諾島位於上方

莫諾島（英語：Mono Island）是太平洋所羅門群島的島嶼，座標7°21′S 155°34′E / 7.350°S 155.567°E，是特雷熱里群島最大的島嶼，大部分居民住在小島中央的村落，人口約1,800。2007年4月1日的地震對莫諾島造成破壞，5間房屋和所有學校建築物倒塌，4人失蹤。

## 外部連結
- The Treasury Islands Campaign
- Pacific Wrecks （页面存档备份，存于）
- Paintings of battle scenes on Mono （页面存档备份，存于）